# 国崎登
国崎 登（くにさき のぼる、1886年（明治19年）8月20日 - 1960年（昭和35年）11月27日）は、日本陸軍の軍人。最終階級は陸軍中将。

## 経歴
広島県出身。国崎順三郎の長男として生まれる。1907年（明治40年）5月、陸軍士官学校（19期）を卒業。同年12月、陸軍歩兵少尉に任官し歩兵第21連隊付となる。歩兵第63連隊付などを経て、1920年（大正9年）11月、陸軍大学校（32期）を卒業し歩兵第63連隊中隊長に就任。
1921年（大正10年）4月、陸軍歩兵学校教官となり、1923年（大正12年）3月、歩兵少佐に昇進。1925年（大正14年）5月、参謀本部員に発令され、歩兵第28連隊大隊長を経て、1927年（昭和2年）7月、歩兵中佐に進級し近衛歩兵第2連隊付（中央大学配属将校）に就任。1930年（昭和5年）8月、近衛師団司令部付となり、近衛歩兵第4連隊付、盛岡連隊区司令官を歴任し、1932年（昭和7年）4月、歩兵大佐に昇進。
1934年（昭和9年）3月、歩兵第42連隊長に就任し、第9師団参謀長を経て、1936年（昭和11年）8月、陸軍少将に進級し歩兵第9旅団長となり日中戦争に出征。徐州会戦などに参戦。1937年（昭和12年）10月、国崎支隊長となり南京攻略戦に参加。歩兵学校長に転じ、1939年（昭和14年）3月、陸軍中将に進んだ。同年8月、第7師団長に親補され、ノモンハン事件に出動した。1940年（昭和15年）8月、第7師団は北海道に帰還し、1941年（昭和16年）11月、予備役に編入された。
1942年（昭和17年）4月、修道中学校長に就任するが、1944年（昭和19年）7月に召集され、留守第7師団長となり、旭川師管区司令官として終戦を迎え、1945年（昭和20年）11月に召集解除となった。
1947年（昭和22年）11月28日、公職追放仮指定を受けた。

## 親族
- 二男 国崎健（陸軍大尉、戦死）